# Moritz von Schmidt
Moritz Schmidt, ab 1867 von Schmidt, (* 24. November 1807 in Rottenburg am Neckar; † 28. Februar 1888 in Stuttgart) war ein deutscher Politiker.

## Leben
Als Sohn des Dommesners Johann Schmidt (1778–1848) geboren, studierte Moritz Schmidt nach dem Gymnasialabschluss 1826 am (heutigen) Wilhelmsgymnasium München Rechtswissenschaften in Tübingen und München. Während seines Studiums wurde er 1829 Mitglied der Tübinger Commentburschenschaft und der Tübinger Particuliers. 1836 ging er als Gerichtsaktuar ans Oberamt Brackenheim, 1837 als Kriminalaktuar nach Stuttgart und wurde 1838 Assessor beim Katholischen Kirchenrat. Von 1844 bis 1848 war er Abgeordneter der Zweiten Kammer Württembergischen Landstände für das Oberamt Rottenburg. Danach war er bis zu seiner Pensionierung Vorstand der Israelitischen Oberkirchenbehörde. 1855 wurde er vorübergehender Vorstand, ab 1858 als Regierungsdirektor Direktor beim Katholischen Oberkirchenrat. 1872 erhielt er Titel und Rang eines Regierungspräsidenten. 1882 ging er in den Ruhestand.

## Ehrungen
- Ehrenmitglied des Katholischen Oberkirchenrates
- 1867 Komturkreuz des Ordens der Württembergischen Krone mit Nobilitierung[2]
- Kommandeurkreuz II. Klasse des Ordens vom Zähringer Löwen
- Kommandeurkreuz des Piusordens
- Ritterkreuz I. Klasse des Großherzoglich Hessischen Ludwigsordens
- Großkreuz des Friedrichs-Ordens